# Prachanda
Pushpa Kamal Dahal, beter bekend als Prachanda (प्रचण्ड) (13 december 1954), is een Nepalees politicus. Sinds december 2022 is hij de premier van Nepal, een ambt dat hij eerder ook bekleedde van 2008 tot 2009 en van 2016 tot 2017. Hij is de leider van de Communistische Partij van Nepal (maoïstisch). Deze partij zorgde op 13 februari 1996 voor het begin van een Nepalese Burgeroorlog die tot en met 2006 duurde.

## Biografie
Prachanda bracht zijn jeugd door in Chitwan, in West-Nepal. Geïnspireerd door de culturele revolutie in China werd Prachanda in de jaren zeventig actief in de communistische politiek. Samen met Dr. Baburam Bhattarai gaf Prachanda de minister-president van Nepal in 1996 een lijst met 40 eisen, waarbij gedreigd werd met een burgeroorlog - die toen ook ontstond.
In de zomer van 2005 bekoelde de relatie tussen Prachanda en Bhattarai. Op 3 september 2005 kondigde Prachanda een unilateraal staakt-het-vuren aan van 3 maanden. Op 2 december 2005 werd het staakt-het-vuren met nog een maand verlengd.
Op 15 augustus 2008 werd Prachanda met 80% van de stemmen als premier gekozen door het Nepalese parlement. Hij behield het premierschap tot mei 2009. Tussen augustus 2016 en juni 2017 was hij voor een tweede keer premier van Nepal. Na de Nepalese verkiezingen van 2022 werd hij voor een derde ambtstermijn als premier benoemd.